# 瀬居町

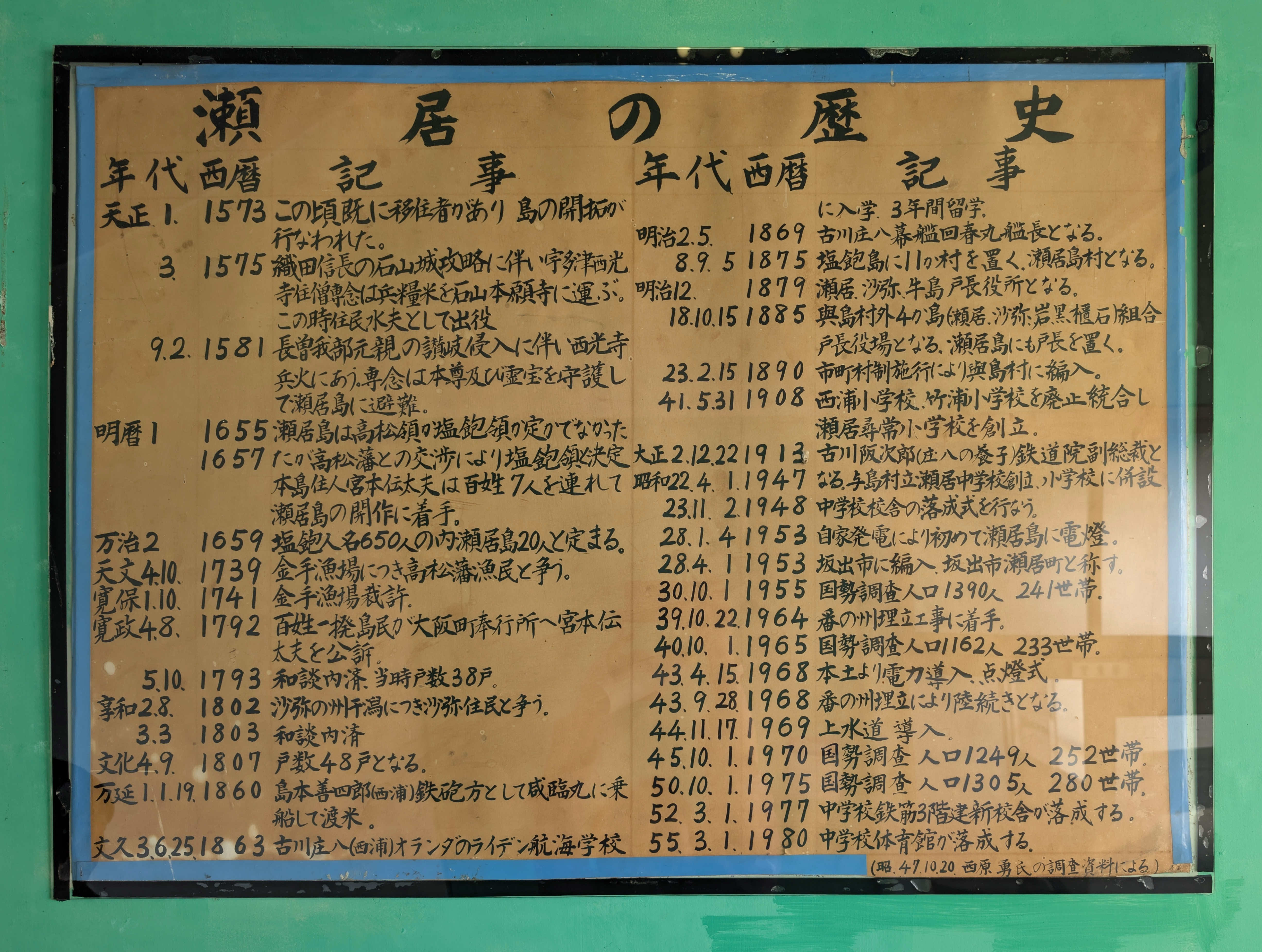
瀬居中学校に掛けられていた年表。

瀬居町（せいちょう）は、香川県坂出市北部の町丁である。町域は、かつての離島であった場所であり、1968年以降は埋め立てによって四国と陸続きになった瀬居島の部分と、無人島の小瀬居島から成る。どちらも塩飽諸島に属する島であり、坂出市本土部分とは異なる旧仲多度郡（那珂郡）であった。

## 地理

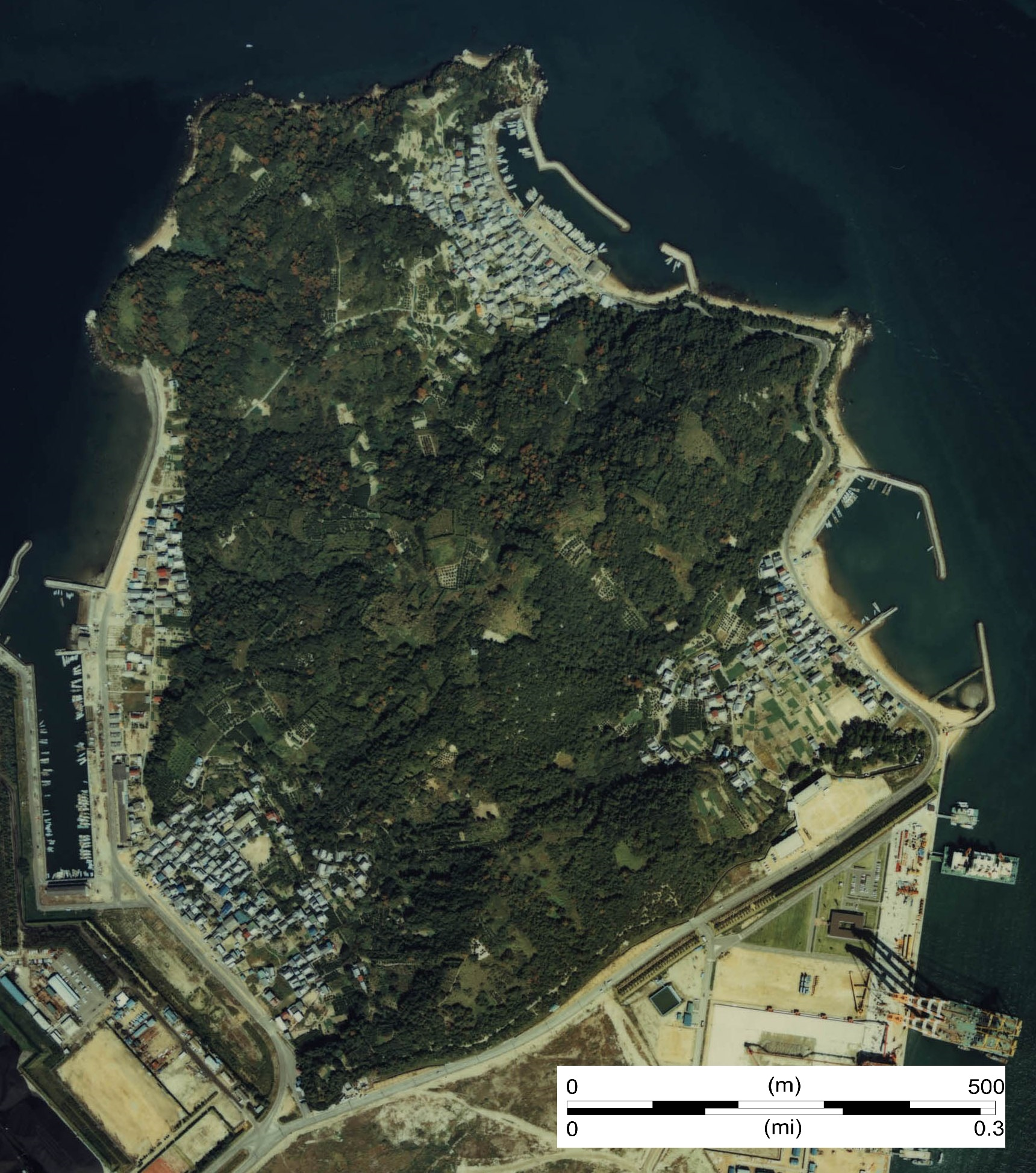
瀬戸内海に半島状に突き出た、瀬居町（瀬居島）の部分の空中写真。。

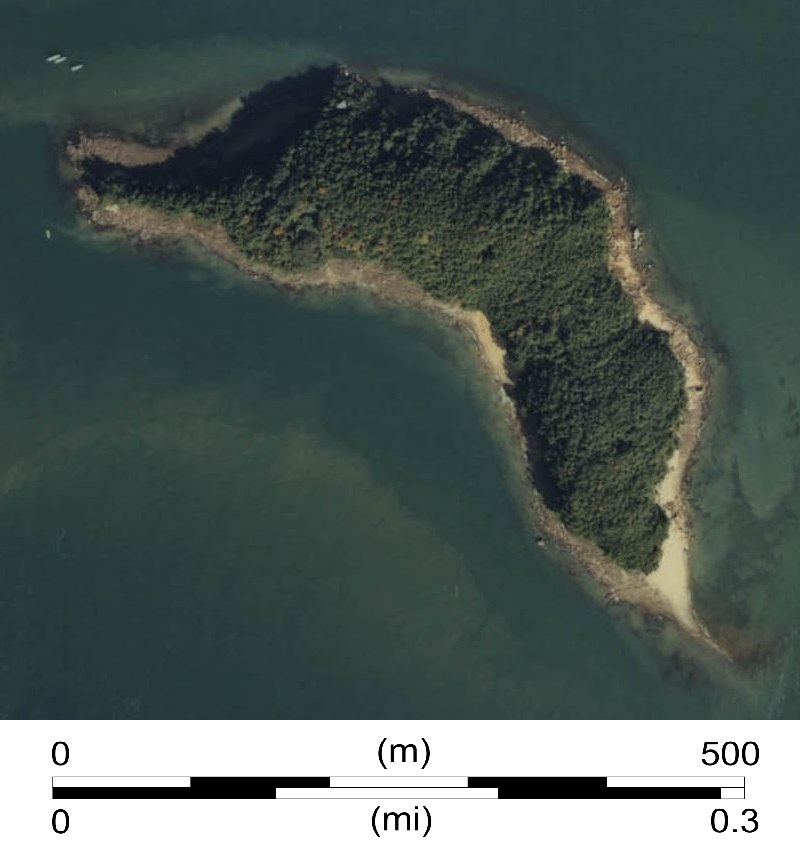
小瀬居島の空中写真。。

旧瀬居島部分の南半分及び小瀬居島の全域は、瀬戸内らしい風光明媚な景観を成すとして瀬戸内海国立公園の一部に指定されている。なお、この瀬戸内海国立公園が日本初の国立公園である。ただし、小瀬居島の陸地部分は特別地域、同島の周囲と旧瀬居島の南半分は普通地域と区分が異なる。

### 瀬居島の部分
四国と陸続きになった部分は、瀬戸内海に面した坂出港に半島状に突き出しており、番の州臨海工業団地の東突端に当たる。この部分の瀬居町の区域は、ほぼ瀬居島を範囲を継承しているため、町域は以前の島の形である円形をしている。なお、埋め立て前の瀬居島は、周囲4.4 km・面積は1 km2弱であった。時計回りに北に竹浦集落、東に本浦集落、南に西浦集落、西に北浦集落が存在し、埋め立てによって西浦集落の全部と、本浦集落及び北浦集落の各一部分の海岸線が、四国と繋がった。

### 小瀬居島の部分
小瀬居島は無人の離島であり、瀬居島の部分から北に約1.5 kmに位置する。

## 地域
瀬居町の半島部分に居住しているのは、2010年国勢調査によると、人口は763人（男性357人・女性406人）、世帯数は242世帯であった。この部分の面積は0.8411494 km2、したがって、人口密度は907.1 (人/km2)と算出された。

### 教育
公立小学校・中学校の校区は、小学校が坂出小学校に属し、中学校が瀬居中学校に属している。中学校は瀬居町内の本浦集落の南に隣接した埋め立て地部分に立地している。
2022年3月までは瀬居小学校が瀬居町内の西浦集落の北にあったが、過疎化のあおりを受け、閉校となった。また2024年3月を以て瀬居中学校も閉校となった。今は両校跡ともに瀬戸内国際芸術祭の展示場の一つとして利用されている。

### 交通
香川県道192号瀬居坂出港線は、坂出市中心部から番の州臨海工業団地を経由して、瀬居町に至る路線である。香川県道192号は、瀬居町の半島部分の南部の埋め立て地部分を東進した後、本浦集落内に入り、半島の東側を回り込む形で竹浦集落の北端に至る。香川県道192号は、埋め立て地に立地する工業団地内を通るという立地の性格上、両側4〜6車線の大規模な幹線道路として整備されてきた。しかし、瀬居町の本浦集落に入ると2車線に、竹浦集落内では1車線に幅員が狭まり、事実上、竹浦漁港の臨港道路として機能する。
なお、半島の西側に当たる西浦集落及び北浦集落を、香川県道192号は通らないものの、埋め立て地に面した両集落では、海側に新たに造成された土地に2車線の市道が通っている。
公共交通機関としては坂出市営バスがコミュニティバスを運行し、町内5ヶ所（近接1ヶ所を含む）にある停留所から旧沙弥島、番の州臨海工業団地を経由して、31分間かけて坂出駅に至る路線を、1日5往復運行している。

### 港湾
- 本浦漁港
- 竹浦漁港
- 西浦漁港

### 信仰・観光
島四国と呼ばれる四国八十八箇所の縮小版として、瀬居島だった場所には「瀬居八十八箇所」の地蔵88体が、旧瀬居島内を1周する道路沿いに点在しており、信仰の対象であると同時に、主要な観光資源でもある。これらを巡る年中行事として、大師市が毎年4月29日に催されている。

## 歴史
町名の由来は「瀬居島」の島名に由来する。なお、瀬居島の由来は、埋め立て前は浅瀬の海であった番の州の向こう側にある「浅瀬の島」が転訛した結果だとする説や、太古に三味線の形をした、より大きな島が有ったものの大地震によって沈み、辛うじて水上に残った三味線の頭の部分が「三味島」、胴の部分が「線島」だとされ、これらが転訛してそれぞれ沙弥島と瀬居島になったという説が存在する。

### 集落形成
かつての瀬居島は塩飽諸島の1島で、江戸時代は幕府領であった。居住の歴史は万治2年（1659年頃）に、同じ塩飽諸島の本島泊り浦の宮本伝太夫が、畑高13石を開拓し、20人が入植した時点で始まった。瀬居島の沿海は瀬戸内有数のマダイやサワラの漁場であり、明徳年間からは鯛地漕網、文政年間からは鰆流瀬網の操業が始まった。豊かな漁場だったため、次第に備前や高松といった隣接する他領との紛争が絶えなくなった。しかし、寛保元年（1741年頃）の大坂町奉行の裁許によって、塩飽諸島における排他的な漁業権を獲得した。その後、漁業は一層盛んとなり、鯛網漁はこの島の名物となった。
この島が属する塩飽諸島の島民は、航海技術や造船技術など海に関する知識・技能が卓越していたため、歴史的に多くの人材を輩出してきた。記録に残る島原の乱における動員に始まり、万延元年（1860年頃）に勝海舟を艦長とする咸臨丸でアメリカ合衆国に渡った鉄砲方善四郎や、小笠原諸島開拓に徴用され幕命によるオランダ留学を経験した後、軍艦回春丸の艦長となった西浦集落の古川庄八などが、瀬居島の出身者である。
明治維新の後には県が設置されたものの、当町を含む塩飽諸島の所属は、幾度も変更された。具体的には、1868年6月14日から倉敷県、1870年から高知県、同年再び倉敷県、1871年から丸亀県、同年から香川県、1873年から名東県、同年再び香川県、1876年から愛媛県、1888年から香川県とめまぐるしい変遷を経た。

### 与島村の時代
1890年2月15日に自然村である瀬居島は、同じく自然村の与島、岩黒島、櫃石島、沙弥島と合併して、新たに行政村としての与島村が成立した。この際に瀬居島と小瀬居島は、かつての自然村の区域を継承して、大字瀬居島となった。1908年には、それぞれ西浦と竹浦に置かれていた尋常小学校を統合し、西浦に瀬居尋常小学校が設置された。
一方で近世以来、非常に繁栄していた与島村の漁業は、1924年頃に不漁に陥り、さらにその後、県外の大型鯛縛網に圧されて衰退した。そのため、それまで瀬居島の平地に僅かに作られていた農地は、島の山頂付近まで全て開墾されたが、それでも農業生産力は低く、半農半漁の漁村として過疎化が進行した。

### 坂出市への編入後
1953年4月1日に、与島村は坂出市と合併し、大字瀬居島の区域を以って瀬居町が新設され、坂出市の町丁の一部となった。しかし貧弱な半農半漁の漁村において生産年齢の働き口となる有力な産業も無く、その後も加速度的に過疎化が進行した。
瀬居島に転機が訪れたのは、1968年に番の州臨海工業団地の造成によって、四国と陸続きになった時点である。陸続きになったため、四国側から電力供給路が確保され、瀬居町の半島部分では電力を容易に使用できるようになった。さらに、番の州と呼ばれた浅瀬を埋め立てて造成された工業団地には、大企業の工場が多数立地し、そこに近接した瀬居町では、住民の多くが転居を行わずとも、それまでの第一次産業から、この工業団地内の第二次産業や、四国の坂出市内など第三次産業へ就業と通勤が容易になったため、過疎化に歯止めがかかった。
ただ、瀬戸内海国立公園に指定された瀬戸内特有の風光明媚な景観は、1978年10月10日に起工した瀬戸大橋によって変化していった。一方で、1988年に完成した瀬戸大橋自体は、香川県における観光地の1つともなった。瀬居町の西から北にかけて、瀬戸大橋を望む事が可能である。

### 町名の変遷
| 実施後 | 実施年月日   | 実施前     |
| ------ | ------------ | ---------- |
| 瀬居町 | 1953年4月1日 | 大字瀬居島 |

## 主要施設
掲載順は地番の順序による。
- 瀬居八十八箇所
- 瀬居八幡神社
- 坂出市中央公民館本浦分館
- 天理教瀬居島分教会
- 天理教塩飽分教会
- 坂出市中央公民館竹浦分館
- 戎神社
- 木里神社
- 蛭子神社（北浦）
- 蛭子神社（西浦）
- 坂出瀬居郵便局
- 瑜伽大権現
- 坂出市立瀬居小学校
- 坂出市中央公民館西浦分館
- 坂出市竹浦公民館